# Haverigg
Haverigg är en by i Cumbria i England. Orten har 1 849 invånare (2011).